# Teorema de congruència lineal
En aritmètica modular, la qüestió de les condicions de resolució d'una congruència lineal es pot resoldre pel teorema de congruència lineal. Si a i b són enters qualssevulla i n un enter positiu, llavors la congruència
{\displaystyle ax\equiv b\,} (mod n)      (1)
té una solució si i només si el m.c.d. de (a, n) divideix b'.
Quant és així i x0 és una solució de (1), llavors el conjunt de totes les solucions ve donat per
{\displaystyle \{x_{0}+k{\frac {n}{d}}\mid k\in \mathbb {Z} \}.}
En particular, existeixen exactament d solucions en el conjunt dels residus {0,1,2,...,n-1}.

## Exemple
Par exemple, No hi ha cap enter x que verifiqui la relació següent:
{\displaystyle 4x\equiv 3\,} (mod 6)
en canvi hi ha un enter x que verifica:
{\displaystyle 4x\equiv 2\,} (mod 6).
Un altre exemple, l'equació ax ≡ 2 (mod 6) amb diferents valors de a dona
3x ≡ 2 (mod 6)
on d = m.c.d.(3,6) = 3 però com que 3 no divideix pas 2, no hi ha cap solució.
5x ≡ 2 (mod 6)
aquí d = m.c.d.(5,6) = 1, que divideix qualsevol b i, per tant, existeix simplement una solució a {0,1,2,3,4,5} : x=4.
4x ≡ 2 (mod 6)
aquí d = m.c.d.(4,6) = 2, que divideix 2 i, per tant, existeixen exactament dues solucions en {0,1,2,3,4,5} : x=2 i x=5.

## Resolució d'una congruència lineal
Si el m.c.d. d de a i de n divideix b, llavors es pot trobar una solució x de la congruència (1) : l'algorisme d'Euclides ampliat subministra els enters r i s que verifiquen la relació ra + sn = d. Llavors x = rb/d és la solució. Les altres solucions són els nombres congruents a x mòdul n/d.
Per exemple, la congruència
12x ≡ 20 (mod 28)
Té com a solució m.c.d. (12, 28) = 4, que divideix 20. L'algorisme d'Euclides ampliatal dona (-2)*12 + 1*28 = 4, això dona r = -2 i s = 1. En conseqüència, la solució és x = -2*20/4 = -10. Totes les altres solucions són congruents a -10 mòdul 7: són dons congruents a 4 mòdul 7.

## Sistema de congruències lineals
Per repetició de l'ús del teorema de les congruències lineals, també es poden resoldre els sistemes de congruències lineals, com en l'exemple següent:
Trobar tots els enters x que verifiquen les relacions següents :
2x ≡ 2 (mod 6)
3x ≡ 2 (mod 7)
2x ≡ 4 (mod 8)
Per la resolució de la primera congruència utilitzant el mètode exposat més amunt, es troba x ≡ 1 (mod 3), que també es pot escriure com x = 3k + 1. Substituint en la segona congruència i simplificant, s'obté
9k ≡ −1 (mod 7)
La resolució d'aquesta congruència dona k ≡ 3 (mod 7), o k = 7l + 3. D'aquí resulta x = 3 (7l + 3) + 1 = 21l + 10. Substituint a la tercera congruència i simplificant s'obté
42l ≡ −16 (mod 8)
Que té la solució l ≡ 0 (mod 4), o l = 4m. Això dona x = 21(4m) + 10 = 84m + 10, o
x ≡ 10 (mod 84)
Que dona totes les solucions d'aquest sistema.